# Terje Andersen
Terje Andersen, né le 4 mars 1952 à Tønsberg, est un ancien patineur de vitesse norvégien.

## Biographie
Aux Jeux olympiques d'hiver de 1980 organisés à Lake Placid aux États-Unis, Terje Andersen obtient la médaille de bronze sur 1 500 mètres. Après la fin de sa carrière sportive, il est resté impliqué dans le patinage de vitesse comme président de la Fédération norvégienne entre 1997 et 1999 puis entre 2003 et 2007.

## Palmarès
- Jeux olympiques :  Médaille de bronze du 1 500 mètres en 1980.

## Records personnels
| Distance      | Temps          | Année |
| ------------- | -------------- | ----- |
| 500 mètres    | 38 s 3         | 1981  |
| 1 000 mètres  | 1 min 15 s 62  | 1980  |
| 1 500 mètres  | 1 min 56 s 92  | 1980  |
| 5 000 mètres  | 7 min 21 s 22  | 1976  |
| 10 000 mètres | 15 min 37 s 11 | 1980  |